# Dichotomius luctuosus
Dichotomius luctuosus là một loài bọ cánh cứng trong họ Bọ hung (Scarabaeidae).